# Asim Hodžić
Asim Hodžić, bosansko-hercegovski general, * 13. september 1922, † 1994.

## Življenjepis
Leta 1941 je postal član NOVJ in KPJ. Med vojno je bil politični komisar več enot.
Po vojni je končal VVA JLA in operativni tečaj Vojne šole JLA in postal med drugim vojaški ataše JLA v Egiptu.